# انحدار الافضلية

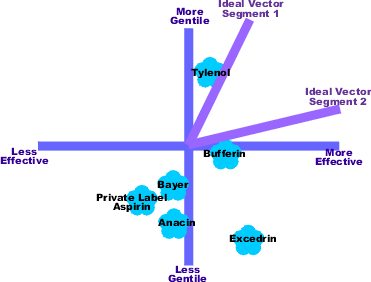
خريطة إدراكية للمنتجات المتنافسة ذات النواقل المثالية

انحدار التفضيل هو أسلوب إحصائي يستخدمه المسوقون لتحديد الفوائد الأساسية المفضلة للمستهلكين. عادة ما يكمل تقنيات تحديد موقع المنتج مثل القياس متعدد الأبعاد أو تحليل العوامل ويستخدم لإنشاء المتجهات المثالية على الخرائط الإدراكية.

## تطبيق
بدءاً من البيانات الاولية من الدراسات الاستقصائية، يطبق الباحثون تقنيات تحديد المواقع لتحديد الأبعاد الهامة ورسم موقع المنتجات المنافسة على هذه الأبعاد. بعد ذلك يقومون بإرجاع بيانات المسح مقابل الأبعاد. المتغيرات المستقلة هي البيانات التي تم جمعها في المسح. المتغير التابع هو مرجع التفضيل. مثل جميع طرق الانحدار، يتناسب الكمبيوتر مع الأوزان للتنبؤ بالبيانات بشكل أفضل. يُ شار إلى خط الانحدار الناتج على أنه متجه مثالي لأن ميل المتجه هو نسبة التفضيلات للبعدين.
إذا تم استخدام جميع البيانات في الانحدار، فسيشتق البرنامج معادلة واحدة وبالتالي متجهاً مثالياً واحداً. يميل هذا إلى أن يكون أداة غير حادة، لذلك يقوم الباحثون بتحسين العملية مع تحليل المجموعات. هذا يخلق مجموعات تعكس قطاعات السوق. ثم يتم تنفيذ انحدار التفضيل المنفصلة على البيانات داخل كل جزء. وهذا يوفر ناقلات مثالية لكل قطعة.

## طرق بديلة
طريقة الأهمية الذاتية هي طريقة بديلة يتم فيها استخدم بيانات المسح المباشر لتحديد عوامل الترجيح بدلا من الافتراضات الإحصائية. الطريقة الثالثة هي التحليل المشترك حيث يتم فيها استخدام طريقة مضافة.